# 阿卜杜拉·亚明
阿卜杜拉·亚明·阿卜杜勒·加尧姆（1959年5月21日—），马尔代夫政治家、经济学家，2013年起担任马尔代夫总统至2018年11月。他是曾执政30年的马尔代夫前总统穆蒙·阿卜杜勒·加尧姆的弟弟。
阿卜杜拉·亚明曾就读于黎巴嫩贝鲁特美国大学并取得经济管理学士学位，后在美国克萊蒙研究大學学习并获得硕士学位。他于2013年11月16日的马尔代夫总统选举第二轮投票中以微弱优势击败前总统、民主党候选人穆罕默德·纳希德，当选马尔代夫总统，并于次日宣誓就职。
2015年9月28日，阿卜杜拉·亚明乘坐的的一艘快艇在28日发生爆炸，他的一位高级侍从表示，总统本人并没有受伤，而总统夫人和其他一些官员则受到轻伤。随后，马尔代夫警方对此事件展开调查，认定此次爆炸是对总统的暗杀未遂。10月24日，副总统艾哈迈德·阿迪卜被指涉及暗杀事件，以叛国罪被逮捕。
亞明在2018年馬爾代夫總統選舉爭取連任，但是敗於反對派的易卜拉欣·穆罕默德·薩利赫。2018年9月24日，亞明承認敗選。
2019年初，马尔代夫最高检察官指控亚明洗钱。11月28日，马尔代夫刑事法院认定亚明洗钱罪成立，判处有期徒刑5年、罚款500万美元。法院认定，亚明将属于政府的100万美元汇款转入自己的账户，谎称这笔钱是竞选资金。